# 丸池町 (名古屋市)
丸池町（まるいけちょう）は、愛知県名古屋市港区の地名。現行行政地名は丸池町1丁目から丸池町3丁目。住居表示未実施。

## 地理
名古屋市港区中央北端部に位置する。東は須成町、西は小割通、南は川西通、北は中川区に接する。

## 歴史

### 町名の由来
当地を流れていた用水が、池状になっていたことに由来する。

### 沿革
- 1960年（昭和35年）3月20日 - 港区小碓町の一部により、同区丸池町として成立[1]。
- 1978年（昭和53年） - 名古屋市営丸池荘が完成する[3]。

## 世帯数と人口
2019年（平成31年）3月1日現在の世帯数と人口は以下の通りである。
| 町丁   | 世帯数  | 人口    |
| ------ | ------- | ------- |
| 丸池町 | 649世帯 | 1,273人 |

### 人口の変遷
国勢調査による人口の推移。
| 1995年（平成7年）  | 1864人 |  |  |
| 2000年（平成12年） | 1681人 |  |  |
| 2005年（平成17年） | 1627人 |  |  |
| 2010年（平成22年） | 1498人 |  |  |
| 2015年（平成27年） | 1365人 |  |  |

### 世帯数の変遷
国勢調査による世帯数の推移。
| 1995年（平成7年）  | 599世帯 |  |  |
| 2000年（平成12年） | 596世帯 |  |  |
| 2005年（平成17年） | 616世帯 |  |  |
| 2010年（平成22年） | 617世帯 |  |  |
| 2015年（平成27年） | 593世帯 |  |  |

## 学区
市立小・中学校に通う場合、学校等は以下の通りとなる。また、公立高等学校に通う場合の学区は以下の通りとなる。
| 番・番地等 | 小学校               | 中学校               | 高等学校 |
| ---------- | -------------------- | -------------------- | -------- |
| 全域       | 名古屋市立成章小学校 | 名古屋市立港明中学校 | 尾張学区 |

## 交通
- 名古屋市道名古屋環状線[2]
- 三重交通バス 武道館停留所

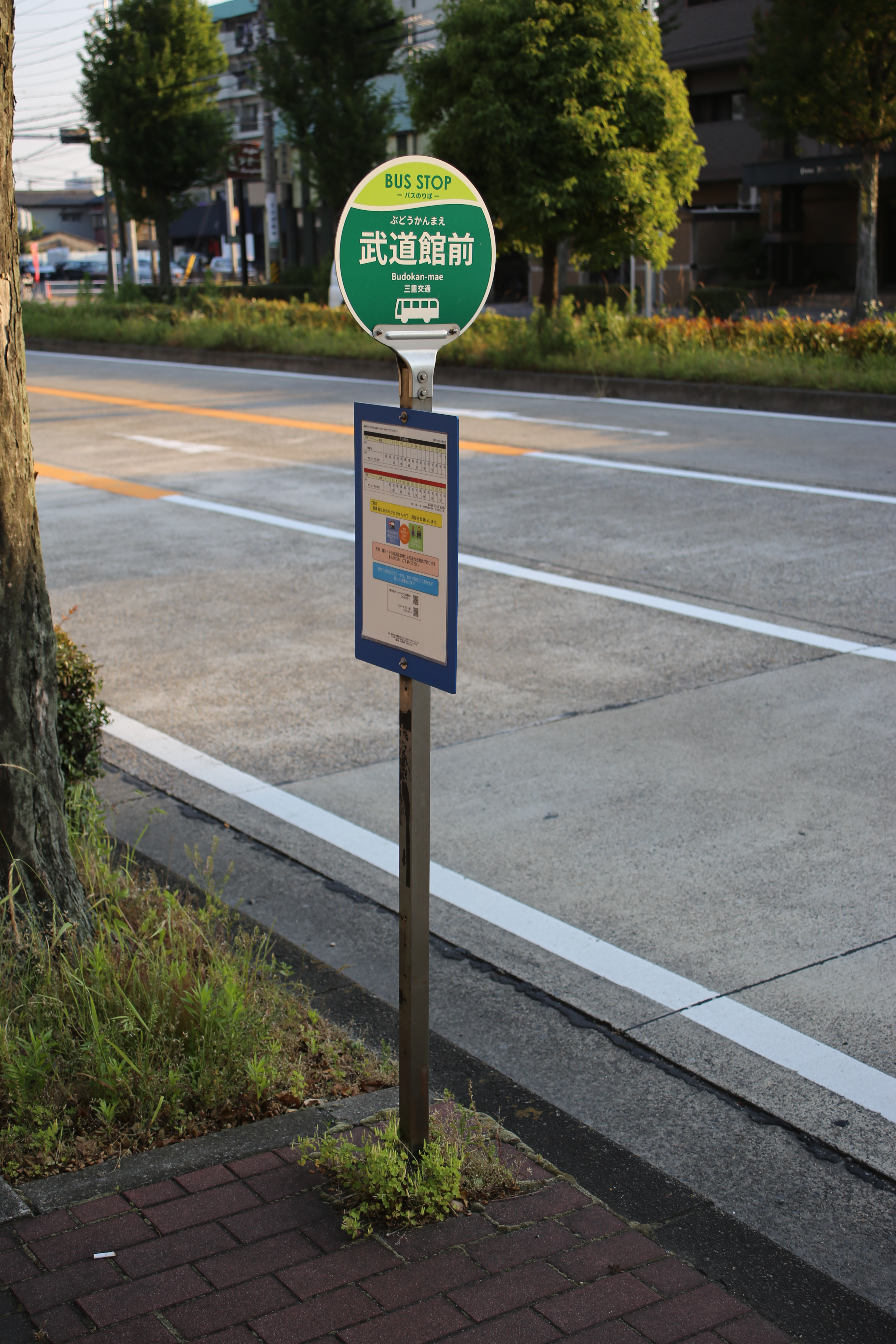
三重交通 武道館前停留所（2016年5月）

## 施設
- 愛知県武道館
- 名古屋市営丸池荘[2]
- 名古屋市営丸池保育園[3]
- 小碓公園[2]
- 南郊公園
- トーカン名古屋工場

- 愛知県武道館

## その他

### 日本郵便
- 郵便番号 : 455-0078[WEB 3]（集配局：名古屋港郵便局[WEB 13]）。

### WEB
1. 1 2  “愛知県名古屋市港区の町丁・字一覧”.   人口統計ラボ. 2017年10月7日閲覧。
2. 1 2  “町・丁目(大字)別、年齢(10歳階級)別公簿人口(全市・区別)”.   名古屋市 (2019年3月20日). 2019年3月21日閲覧。
3. 1 2  “郵便番号”.  日本郵便. 2019年3月17日閲覧。
4. ↑  “市外局番の一覧”.   総務省. 2019年1月6日閲覧。
5. ↑  名古屋市役所市民経済局地域振興部住民課町名表示係 (2015年10月21日). “港区の町名一覧”.   名古屋市. 2020年11月15日閲覧。
6. 1 2  総務省統計局 (2014年3月28日). “平成7年国勢調査の調査結果(e-Stat) - 男女別人口及び世帯数 －町丁・字等” (CSV). 2021年7月20日閲覧。
7. 1 2  総務省統計局 (2014年5月30日). “平成12年国勢調査の調査結果(e-Stat) - 男女別人口及び世帯数 －町丁・字等” (CSV). 2021年7月20日閲覧。
8. 1 2  総務省統計局 (2014年6月27日). “平成17年国勢調査の調査結果(e-Stat) - 男女別人口及び世帯数 －町丁・字等” (CSV). 2021年7月21日閲覧。
9. 1 2  総務省統計局 (2012年1月20日). “平成22年国勢調査の調査結果(e-Stat) - 男女別人口及び世帯数 －町丁・字等” (CSV). 2021年7月21日閲覧。
10. 1 2  総務省統計局 (2017年1月27日). “平成27年国勢調査の調査結果(e-Stat) - 男女別人口及び世帯数 －町丁・字等” (CSV). 2021年7月21日閲覧。
11. ↑  “市立小・中学校の通学区域一覧”.   名古屋市 (2018年11月10日). 2019年1月14日閲覧。
12. ↑  “平成29年度以降の愛知県公立高等学校（全日制課程）入学者選抜における通学区域並びに群及びグループ分け案について”.   愛知県教育委員会 (2015年2月16日). 2019年1月14日閲覧。
13. ↑  “郵便番号簿 2018年度版” (PDF).   日本郵便. 2019年4月14日閲覧。

### 文献
1. 1 2  名古屋市計画局 1992, p. 840.
2. 1 2 3 4 5  「角川日本地名大辞典」編纂委員会 1989, p. 1535.

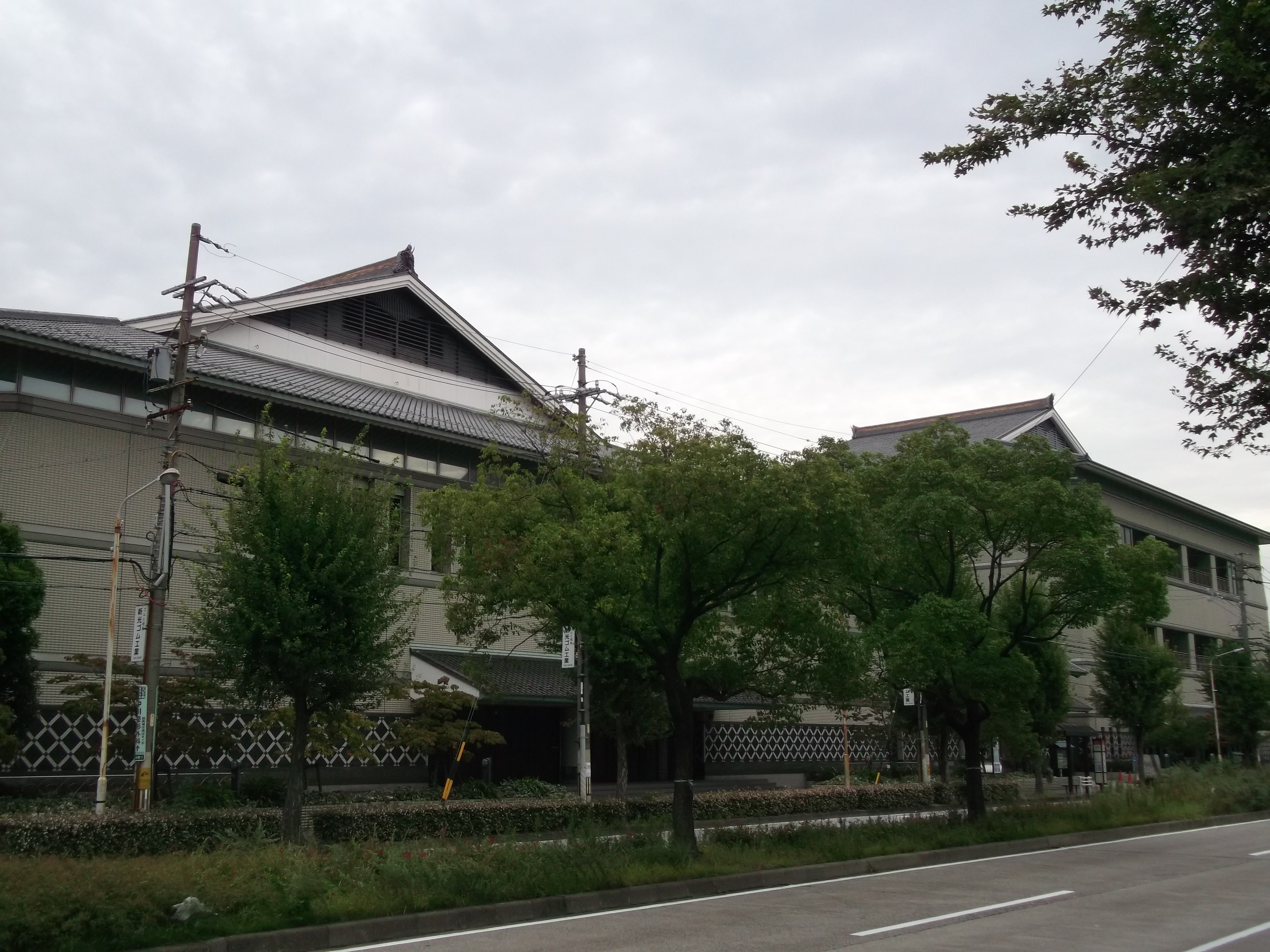
愛知県武道館

3. 1 2 3  名古屋市計画局 1992, p. 542.